# The People United Will Never Be Defeated!
The People United Will Never Be Defeated! is een pianocompositie van de Amerikaanse componist Frederic Rzewski. Het is geschreven voor piano solo. Rzewski deed twee maanden (september en oktober 1975) over het componeren. Het stuk wordt door pianisten gezien als een zeer grote uitdaging.

## Compositie

### Praktisch
De compositie is geschreven binnen het genre thema en variaties. Het thema ervan is niet van Rzewski zelf, maar van de Chileense componist Sergio Ortega. Deze schreef ¡El pueblo unido jamás será vencido! in de tijd dat Salvador Allende aan de macht was, kort voordat Augusto Pinochet zijn staatsgreep pleegde. De Spaanse titel en de titel van Rzewski's werk kunnen beide vertaald worden met 'het verenigde volk zal nooit overwonnen worden'.
Het thema bestaat uit een op het eerste gehoor vrij eenvoudige melodie, deze melodie is zelf echter al een thema met variaties. Het eigenlijke thema is daardoor beperkt tot circa 15 seconden, waarop in de herhaling zich de eerste variatie al aankondigt. Daarna ontstaat een strijd tussen de componist en de pianist en uiteindelijk ook de luisteraar. De componist schotelt solist en luisteraar variaties voor in bijna elk te bedenken muziekgenre, van serialisme tot blues, klassiek tot minimal music, zelfs aan de muziek van Morton Feldman is gedacht, toch een van de meest extreme componisten binnen de klassieke muziek van de 20e eeuw. Niet alleen komen allerlei genres aan bod, ook de expressiviteit van de variaties verschilt enorm. Van angstig naar uitbundig, introvert, extravert, droevig tot feestelijk. Als aanvulling daarop bevindt zich in de compositie een variatie aan techniek. Het hoofdthema lijkt voor iedereen te spelen, terwijl sommige andere passages aan de uiterste grens zitten wat mogelijk is op de toetsen. Tot slot is er niet alleen gedacht aan uitgeschreven muziek, als voorbereiding op de herhaling van het thema is een optionele cadens ingevoerd waarbij geïmproviseerd kan worden uitgevoerd.

### Theoretisch
Naast de extreme uitvoeringsmoeilijkheden heeft de componist voor zichzelf ook een uitdaging gesteld. Na het thema komen 36 variaties. Deze variaties zijn gebundeld in groepen van zes. De zesde variatie is een samenvatting van de voorgaande vijf; deze vijf zouden symbool staan voor de vijf vingers van een gebalde vuist. De laatste groep van zes variaties is dan weer een samenvatting van de voorgaande vijf groepen, zodat er sprake is sonateachtige compositie. De uitvoerende heeft soms strikte opdrachten, andere delen zijn vrij van aanduiding, zie onderstaande aanduiding van de variaties. Het werk wordt voorts in twee delen gescheiden. Na 30 minuten zit een kleine onderbreking in de gedaante van het frequent herhaling van dezelfde toon in zeer rappe aanslagen op de toetsen. Dit komt aan het eind van het werk terug (58 minuten), doch dan wordt het gebruikt om het variatiedeel af te sluiten. De tonen beginnen daar snel opeenvolgend en gevolgd door aanslagen één der laagste toetsen; de strijd is gestreden… Naast het genoemde El Pueblo zijn in de tweede helft ook andere socialistisch strijdliederen verwerkt. Het Solidaritätslied van Hanns Eisler en het Italiaanse Bandiera rossa komen aan bod. Een herhaling van het thema sluit de compositie af; een vergelijking met Bachss Goldbergvariaties dringt zich op.

## Delen
- Thema "With determination"
- Variation 1: "Weaving: delicate but firm"
- Variation 2 "With firmness"
- Variation 3 "Slightly slower, with expressive nuances"
- Variation 4 "Marcato"
- Variation 5 "Dreamlike, frozen"
- Variation 6 "Same tempo as beginning"
- Variation 7 "Lightly, impatiently"
- Variation 8 "With agility; not too much pedal; crisp"
- Variation 9 "Evenly"
- Variation 10 "Comodo, recklessly"
- Variation 11 "Tempo I, like fragments of an absent melody — in strict time."
- Variation 12
- Variation 13 maatslag 72 or slightly faster
- Variation 14 "A bit faster, optimistically"
- Variation 15 "Flexible, like an improvisation"
- Variation 16 "Same tempo as preceding, with fluctuations; much pedal / Expansive, with a victorious feeling"
- Variation 17 "L.H. strictly: R.H. freely, roughly in space" maatslag 36
- Variation 18 maatslag 72
- Variation 19 "With energy"
- Variation 20 "Crisp, precise"
- Variation 21 "Relentless, uncompromising"
- Variation 22 maatslag 132; "very expressionate"
- Variation 23 "As fast as possible, with some rubato"
- Variation 24 maatslag 72
- Variation 25 maatslag circa 84 with fluctuations
- Variation 26 maatslag 168 "In a militant manner"
- Variation 27 "Tenderly, with a hopeful expression: cadenza"
- Variation 28 maatslag 160
- Variation 29 maatslag 144-152
- Variation 30 maatslag 84
- Variation 31 maatslag 106
- Variation 32
- Variation 33
- Variation 34
- Variation 35
- Variation 36
- Optional Improvisation
- Thema: (herhaling) Tempo I

## Première
The People werd voor het eerst uitgevoerd door Ursula Oppens, als tegenhanger van de Diabellivariaties van Ludwig van Beethoven. Plaats van handeling: John F. Kennedy Center for the Performing Arts. Haar plaatopname in 1979 viel in de prijzen.

## Discografie
- Ursula Oppens (1979), voor Vanguard Classics (OVC 8056)
- Frederic Rzewski (1986), voor Hat Hut Records (6066)
- Marc-André Hamelin, Hyperion Records (A67077)
- Stephen Drury, bij New Albion (NA063)
- Frederic Rzewski Plays Rzewski, video-opname uit 2007 van het Miami International Piano Festival (VAI DVD 4440, meer info).
- Ralph van Raat (2007), bij Naxos, opgenomen in de Bachzaal te Amsterdam
- Igor Levit (2015), Sony (nr. 8875060962), in box met de Goldberg-variaties van Bach en de Diabelli-variaties van Beethoven